# Diana Lobačevskė

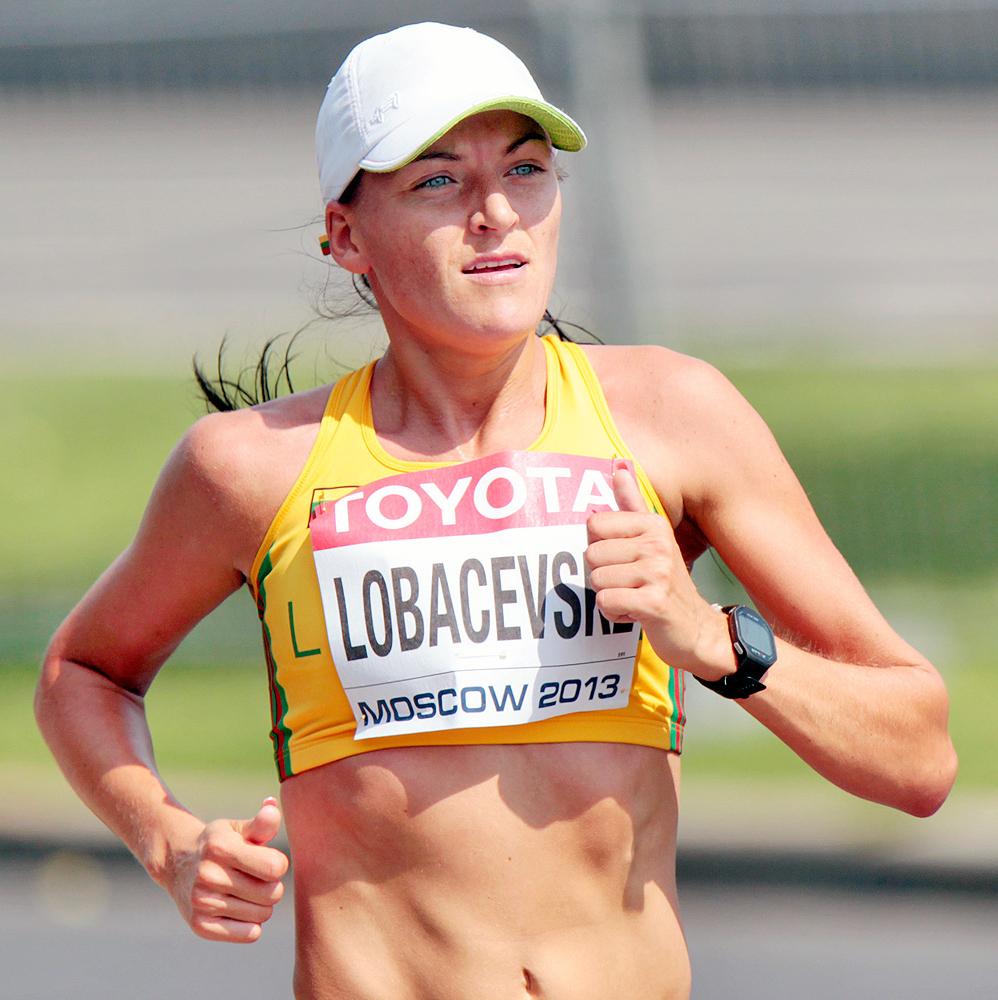
Diana Lobačevskė bei den Leichtathletik-Weltmeisterschaften 2013

Diana Lobačevskė (* 7. August 1980) ist eine Leichtathletin aus Litauen. Sie ist spezialisiert auf den Langstreckenlauf.

## Werdegang
Lobačevskė startete 2012 in London bei den Olympischen Sommerspielen und belegte im Marathon den 28. Rang.
Im April 2013 gewann sie den Hamburg-Marathon.
Bei den Leichtathletik-Weltmeisterschaften in Moskau wurde sie im August Zwölfte.
Diana Lobačevskė wird trainiert von Juozapas Garalevičius. Sie ist 1,75 m groß und wiegt 61 kg.

## Sportliche Erfolge
| Datum/Jahr    | Rang | Wettbewerb                              | Austragungsort   | Zeit        | Bemerkung                                                        |
| ------------- | ---- | --------------------------------------- | ---------------- | ----------- | ---------------------------------------------------------------- |
| 26. Apr. 2015 | 4    | Hamburg-Marathon                        | Hamburg          | 02:28:57    | Persönliche Marathon-Bestzeit                                    |
| 2013          | 1    | Vilnius Marathon                        | Vilnius          | 01:13:59    | Siegerin Halbmarathon mit Streckenrekord                         |
| 10. Aug. 2013 | 12   | Leichtathletik-Weltmeisterschaften 2013 | Moskau           | 02:37:48    | Marathon                                                         |
| 8. Juni 2013  | 5    | Europacup                               | Pravets          | 00:33:22,02 | 10.000 Meter – hinter der deutschen Siegerin Sabrina Mockenhaupt |
| 21. Apr. 2013 | 1    | Hamburg-Marathon                        | Hamburg          | 02:29:17    | Siegerin vor der Schweizerin Maja Neuenschwander                 |
| 5. Aug. 2012  | 28   | Olympische Sommerspiele 2012            | London           | 02:29:32    | Marathon                                                         |
| 2012          | 1    | Vilnius Marathon                        | Vilnius          | 01:15:23    | Siegerin Halbmarathon                                            |
| 27. Aug. 2011 | 25   | Leichtathletik-Weltmeisterschaften 2011 | Daegu (Südkorea) | 02:36:05    | Marathon                                                         |
| 10. Okt. 2010 | 2    | Maratona d’Italia                       | Provinz Modena   | 02:28:03    | Zweite im Marathon hinter der Kenianerin Hellen Wanjiku Mugo     |
| 2010          | 1    | Vilnius Marathon                        | Vilnius          | 01:14:09    | Siegerin Halbmarathon                                            |
| 2009          | 1    | Vilnius Marathon                        | Vilnius          | 01:17:01    | Siegerin Halbmarathon                                            |
| 2009          |      | London-Marathon                         | London           | 02:38:26    | Marathon                                                         |
| 2008          | 1    | Vilnius Marathon                        | Vilnius          | 02:45:31    | Siegerin Marathon                                                |

## Persönliche Bestleistungen
- 3000-Meter-Lauf: 9:33,08 min
- 5000-Meter-Lauf: 16:37,5 min
- 10.000-Meter-Lauf: 33:22,02 min, in Pravets, 2013
- Halbmarathon: 1:12:45 h, 29. März 2015
- Marathonlauf: 2:28:57 h, in Hamburg, 26. April 2015